# Michael Dokes
Michael Marshall Dokes (10 de agosto de 1958 - 11 de agosto de 2012) fue un boxeador estadounidense en la división de peso pesado, apodado "Dinamita".

## Biografía
Se convirtió en profesional en 1976. Se hizo famoso tras participar en una exhibición televisada con Muhammad Ali en 1977. En 1979 derrotó al veterano boxeador Jimmy Young. Su carrera titubeó después del empate ante Ossie Ocasio, pero volvió a enfrentarlo y noqueó a Ocasio en un asalto. A principios de 1982, después de un nocaut en el primer asalto a Lynn Ball, ganó el título NABF y tuvo una oportunidad por el título mundial. Ocupó el puesto número 2 por el CMB y el 3 por la AMB. Se convirtió en campeón de peso pesado AMB en 1982 al noquear a Mike Weaver en la primera ronda. La revancha fue ordenada debido a la naturaleza controversial de la parada del árbitro Joey Curtis, que algunos sentían que había sido prematura. En la revancha, Dokes retuvo su título.
El reinado de Dokes con el cinturón de la AMB fue corto. Perdió su título en la décima ronda frente a Gerrit Coetzee. Fue eliminado posteriormente por el futuro campeón Evander Holyfield en la que denominaron "pelea de peso pesado del año en 1989", y la "pelea de peso pesado de la década". En 1999 fue condenado entre cuatro y quince años de prisión tras ser declarado culpable de agresión a su novia. A finales de 2008, fue puesto en libertad. Murió de cáncer de hígado en un hospicio en Akron, el 11 de agosto de 2012 con 54 años.